# Elmar Ternes
Elmar Ternes (* 24. November 1941 in Trier; † 16. Juni 2020) war ein deutscher Sprachwissenschaftler.
Nach seinem Studium der Phonetik, Anglistik und romanischen Sprachwissenschaft wurde er 1970 an der Universität des Saarlandes promoviert. Dort habilitierte er sich 1977 in den Fächern Phonetik und Keltologie. Im selben Jahr wurde er als Professor für Allgemeine und Angewandte Phonetik an die Universität Hamburg berufen. Am 1. April 2007 wurde er emeritiert. In Würdigung seiner Arbeit bei der Erforschung der gälischen Sprachen wurde Ternes am 13. Juli 2015 zum Ehrendoktor der Universität Glasgow ernannt.

## Bibliographie
- Grammaire structurale du Breton de l'Ile de Groix: (dialecte occidental). Winter, Heidelberg (1970).
- The phonemic analysis of Scottish Gaelic: based on the dialect of Applecross, Ross-shire. Buske, Hamburg (1973)
- Probleme der kontrastiven Phonetik. Buske, Hamburg (1976).
- Einführung in die Phonologie. Wissenschaftliche Buchgesellschaft, Darmstadt (1987).
- The phonemic analysis of Scottish Gaelic: based on the dialect of Applecross, Ross-shire. 2. verbesserte und erweiterte Auflage. Buske, Hamburg (1989).
- Einführung in die Phonologie. 2. verbessert und erweiterte Auflage. Wissenschaftliche Buchgesellschaft, Darmstadt (1999).
- Brythonic Celtic – Britannisches Keltisch: from medieval British to modern Breton. Hempen, Bremen (2011).